# El Zecna
El Zecna är en ort i Mexiko.   Den ligger i kommunen Hermenegildo Galeana och delstaten Puebla, i den sydöstra delen av landet, 160 km nordost om huvudstaden Mexico City. El Zecna ligger 903 meter över havet och antalet invånare är 255.
Terrängen runt El Zecna är kuperad åt nordost, men åt sydväst är den bergig. Runt El Zecna är det ganska tätbefolkat, med 104 invånare per kvadratkilometer. Närmaste större samhälle är Olintla, 6,6 km öster om El Zecna. Omgivningarna runt El Zecna är en mosaik av jordbruksmark och naturlig växtlighet.